# Charles Godefroid de la Tour d'Auvergne
Charles Godefroy de La Tour d'Auvergne (París, 16 de julio de 1706-Château de Montalet Issou, 24 de octubre de 1771) fue un noble francés y miembro de la poderosa Casa de La Tour de Auvernia.

## Biografía
5º Duque de Bouillon, fue hijo de Manuel Teodosio de La Tour d'Auvergne (1668–1730) y de su esposa, María Armanda Victoria de La Trémoille (1677-1717). 
Su madre murió en 1717 y su padre se casó de nuevo. En total Charles Godefroid tendría tres medio hermanos de otros tres matrimonios de su padre. Como el hijo menor, no esperaba suceder al Ducado de Bouillon, que había estado en las manos de su familia desde 1594.
Sus hermanos mayores, Mauricio (1702-1705) y Federico Mauricio (1702-1723) murieron antes que su padre. Su padre finalmente murió en abril de 1730 y Charles Godefroid se convirtió en el duque soberano de Bouillon, un pequeño principado en la actual Bélgica.

### Matrimonio, hijos y relaciones
Se casó en 1723 con la viuda de su hermano, María Carolina Sobieska, hija de Jaime Luis Sobieski, nieta de Juan III de Polonia. Ella era la hermana mayor de María Clementina Sobieska, esposa de Jacobo Francisco Eduardo Estuardo. Tuvieron dos hijos, un hijo y una hija. Su única hija, María Luisa Enriqueta Juana de La Tour d' Auvergne, fue una famosa aventurera, guillotinada en 1793.
Comenzó un romance con su madrastra, la particularmente atractiva Luisa Enriqueta Francisca de Lorena en torno a 1744. Era un año mayor que ella.

### Descendencia
1. María Luisa Enriqueta Juana de La Tour d' Auvergne (15 de agosto de 1725 - 1793) se casó con Príncipe de Guéméné, con descendencia, fue guillotinada durante la revolución, tuvo un hijo secreto con su primo Carlos Eduardo Estuardo;
2. Godofredo Carlos Enrique de La Tour d'Auvergne (26 de enero de 1728 - 3 de diciembre de 1792) se casó con Luisa Enriqueta Gabriela de Lorena, una nieta de Carlos de Lorena, conde de Marsan. Tuvieron descendencia.